# Paravilla stheno
Paravilla stheno är en tvåvingeart som först beskrevs av Christian Rudolph Wilhelm Wiedemann 1828.  Paravilla stheno ingår i släktet Paravilla och familjen svävflugor. Inga underarter finns listade i Catalogue of Life.